# Рон Костишин
Рон Костишин (англ. Ron Kostyshyn) — канадський політик, обраний до Законодавчих зборів Манітоби на виборах 2011 року. Він представляв виборчий округ Суон-Рівер як член групи Нової демократичної партії Манітоби. Костишин був призначений міністром сільського господарства, продовольства та сільських ініціатив 13 січня 2012 року під керівництвом прем'єр-міністра Грега Селінджера. Він брав участь у виборах 2016 року, але зазнав поразки від свого прогресивно-консервативного опонента.

## Життєпис
Костишин народився і виріс у сільській місцевості Манітоби. У 1974 році закінчив середню школу Етельберта, де навчалися і його діти. Протягом останніх 26 років Костишин працював на сімейній фермі, яка складається з 200 корів/телят і 2560 акрів. 
Протягом двох десятиліть він служив мером у Моссі-Рівер та членом ради. Він також працював у різних радах, включаючи Асоціацію муніципалітетів Манітоби, Комісію з охорони природи Манітоби, міжгірський заповідний район, ветеринарну раду району Етельберт, асоціацію управління фермами Манітоби, а також керлінґ-клубі та ковзанці Етелберта.
Костишин проживає в районі Етельберта, одружений з дружиною Джуді. Мають двох дорослих доньок та одного онука.